# Pterogobius
A Pterogobius a csontos halak (Osteichthyes) főosztályának a sugarasúszójú halak (Actinopterygii) osztályába, ezen belül a sügéralakúak (Perciformes) rendjébe, a gébfélék (Gobiidae) családjába és a Gobionellinae alcsaládjába tartozó nem.

## Rendszerezés
A nembe az alábbi 4 faj tartozik:
- Pterogobius elapoides (Günther, 1872)
- Pterogobius virgo (Temminck & Schlegel, 1845) - típusfaj
- Pterogobius zacalles Jordan & Snyder, 1901
- Pterogobius zonoleucus Jordan & Snyder, 1901